# 圣丽塔-迪卡尔达斯
圣丽塔-迪卡尔达斯是巴西米纳斯吉拉斯州的一个市镇。总面积502.037平方公里，总人口9078人，人口密度18.1人/平方公里。